# Andy Zax
Andy Zax, celým jménem Andrew David Zax, (* 1965 Los Angeles) je americký hudebník historik a producent reedic hudebních nosičů. Studoval na Cornellově univerzitě a Univerzitě Jižní Kalifornie. Podílel se například na reedici alba Paris 1919 od Johna Calea či na boxsetech Once in a Lifetime kapely Talking Heads či The Frozen Borderline: 1968–1970 zpěvačky Nico. Roku 2009 produkoval boxset Woodstock: 40 Years On: Back to Yasgur's Farm vydaný u příležitosti čtyřicátého výročí konání Hudebního festivalu Woodstock. V roce 2003 vystupoval v herním televizním pořadu Beat the Geeks. V roce 2008 se oženil s herečkou Lisa Jane Persky.